# Villanueva de Teba
Villanueva de Teba és un municipi de la província de Burgos a la comunitat autònoma de Castella i Lleó. Forma part de la comarca de La Bureba.

## Demografia
| 1991 |  | 1996 |  | 2001 |  | 2004 |
| ---- |  | ---- |  | ---- |  | ---- |
| 71   |  | 78   |  | 67   |  | 57   |